# Авъл Постумий Алб Региленсис (консул 464 пр.н.е.)
Вижте пояснителната страница за други личности с името Авъл Постумий Алб Региленсис .
Авъл Постумий Алб Региленсис (на латински: Aulus Postumius Albus Regillensis) e политик на Римската република.

## Биография
Произлиза от патрицианската фамилия Постумии. Син е на Авъл Постумий Алб Региленсис (консул 496 пр.н.е.) и брат на Спурий Постумий Алб Региленсис (консул 466 пр.н.е.).
През 464 пр.н.е. Авъл Постумий е консул с колега Спурий Фурий Медулин Фуз и се бие с еквите. Преди битката при планината Алгид (Mons Algidus) през 458 пр.н.е. той е изпратен при еквите заедно с Квинт Фабий Вибулан и Публий Волумний Аминтин Гал да преговаря с коменданта им.